# Vierde Ringweg (Moskou)

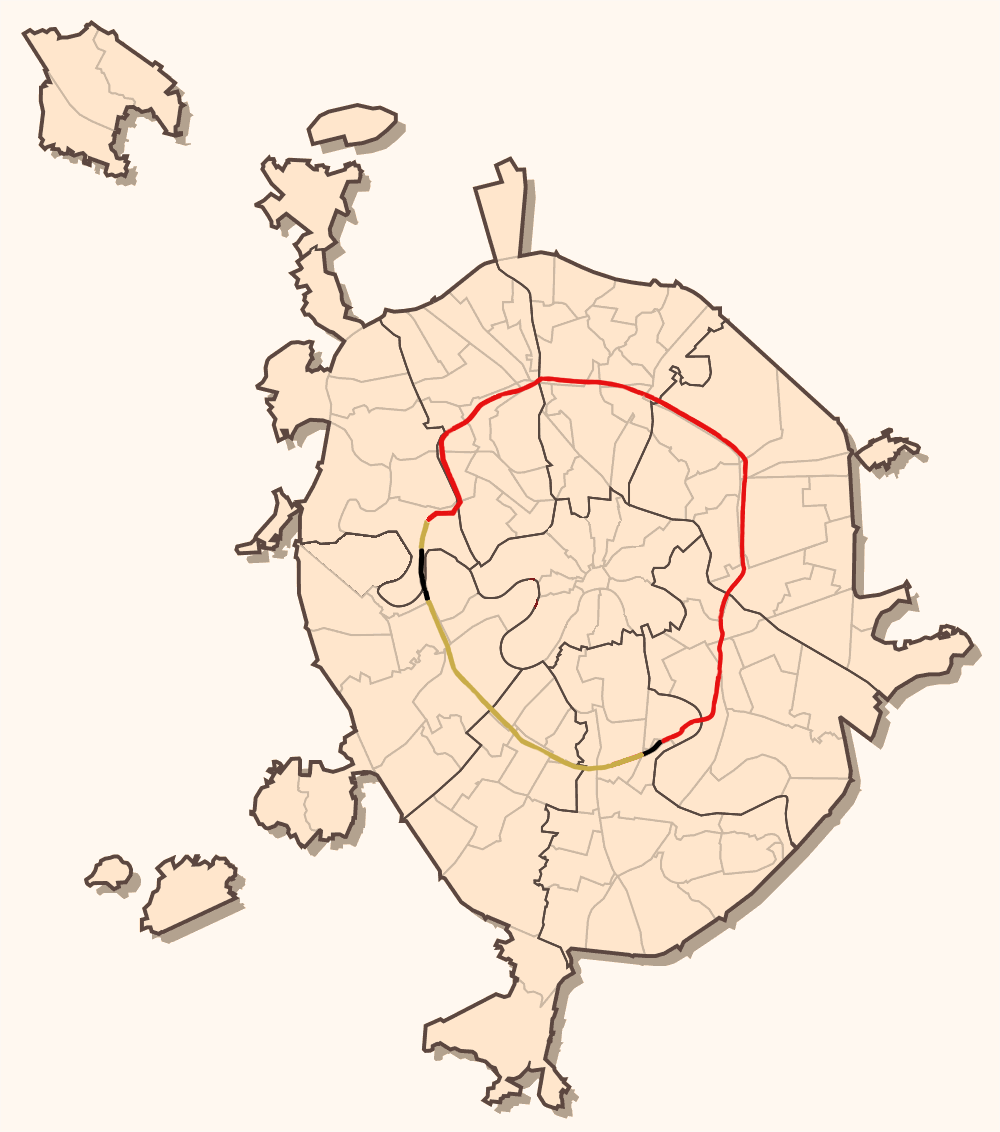
De ringweg op de kaart van Moskou

De Vierde Ringweg (Russisch: Четвёртое транспортное кольцо; Tsjetvjotnoje transportnoje koltso, afgekort ТТК; TTK) of kortweg Vierde Ring (Четвёртое кольцо; Tsjetvjortnoje koltso) is een geplande ringweg van de Russische hoofdstad Moskou en moet komen te liggen tussen de 36 kilometer lange Derde Ring en de 109 kilometer lange MKAD. Volgens de laatste planningen moet de rondweg zelf een lengte van 74 kilometer krijgen. De weg is bedoeld ter ontlasting van de Derde Ring en de MKAD.
De bouw van het eerste tracé in het oosten van de stad startte in februari 2007 en de voltooiing volgens de huidige plannen wordt gepland voor 2015. De ringweg moet onder andere een 4 kilometer lange tunnel krijgen onder de Moskva door. 16 kilometer van de ring zullen gaan verlopen over reeds bestaande hoofdwegen, die echter nog wel moeten worden uitgebouwd. Deels zal de ring gaan verlopen langs een bestaand tracé van een spoorlijn. De kosten voor de ringweg lijken vooralsnog zeer hoog uit te pakken; de bouw van het eerste traject van 3,9 kilometer kostte de staat omgerekend 716 miljoen per kilometer.